# Metro Cammell
Metro Cammell — английский производитель железнодорожных вагонов и локомотивов, базировавшийся в районе Солтли (англ.), а позднее в районе Уошвуд-Хит (англ.) в Бирмингеме. Компания была куплена GEC-Alsthom в мае 1989 года и закрыта в 2005 году.
Компания проектировала и строила подвижной состав для железных дорог в Соединенном Королевстве и за рубежом, в том числе для метрополитена Гонконга, Коулун-Кантонской железной дороги, Евротоннеля, метрополитена Тайна и Уира. Дизельные и электрические локомотивы производились для Южноафриканских железных дорог, Ньясалендских железных дорог, Малави, Нигерии, Транзамбези и Пакистана. Подавляющее большинство поездов Лондонского метрополитена в середине XX века было произведено Metro Cammell. Они также спроектировали и построили в 1960 году обновлённые комфортабельные пульмановские вагоны, получившие название Blue Pullman (англ.), для British Rail.